# Poviglio
Poviglio (emilián nyelven Puvî vagy Puî) település Olaszországban, Emilia-Romagna régióban, Reggio Emilia megyében. Lakosainak száma 7018 fő (2023. január 1.). Poviglio Boretto, Brescello, Castelnovo di Sotto és Gattatico községekkel határos.

## Népesség
A település lakossága az elmúlt években az alábbi módon változott:
| Lakosok száma | 7330 | 7285 | 7018 |
|               | 2017 | 2018 | 2023 |